# Jan van de Cappelle
Jan van de Cappelle (anche Capelle; 1624 – Amsterdam, 1679) è stato un pittore olandese.
Cappelle fu un famoso pittore di marine del XVII secolo. Le sue opere sono esposte nei musei olandesi, inglesi e austriaci.

## Opere
- Calm 1650-55 Öl auf Eiche, 47,5 x 59 cm Wallraf-Richartz Museum, Cologne (https://web.archive.org/web/20070204131629/http://cgfa.sunsite.dk/c/cappell2.jpg)
- Begrüßung durch die Heimatflotte 1650 Öl auf Panell, 64 x 93 cm Rijksmuseum, Amsterdam (https://web.archive.org/web/20070205041137/http://cgfa.sunsite.dk/c/cappelle1.jpg)
- Salve schießende Yacht 1650 Öl auf Holz, 85,5 x 114,5 cm National Gallery, London
- Winter Landschaft 1650 Öl auf Holz Rijksmuseum Twenthe,